# Licinia Junia
La lex Licinia Junia (o Junia Licinia) va ser una llei de l'antiga Roma que establia penes greus per aquells que no respectaven el trinundius (espera de tres nones) abans de l'entrada en vigor d'una llei, fets que ja havien estat sancionats per la Lex Caecilia Didia. Va ser proposada pels cònsols Dècim Juni Silà i Luci Licini Murena l'any 62 aC. Establia penes més greus que la llei Caecilia Didia.